# Ladislav Smoljak

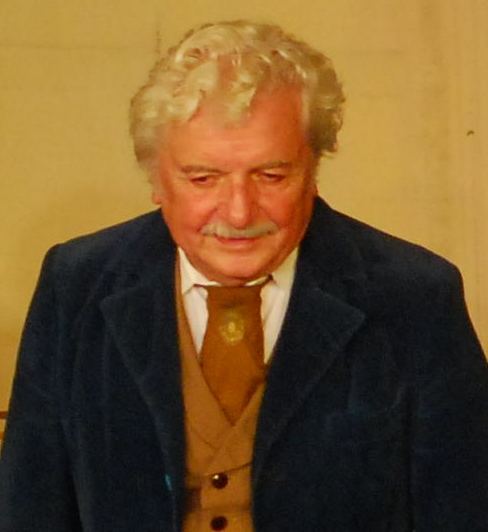
Ladislav Smoljak

Ladislav Smoljak (* 9. Dezember 1931 in Prag, Tschechoslowakei; † 6. Juni 2010 in Kladno, Tschechien) war ein tschechischer Schauspieler, Filmregisseur und Drehbuchautor.

## Biografie
Nach seinem Abitur wollte Ladislav Smoljak ursprünglich an der Theaterfakultät der Akademie der Musischen Künste in Prag (DAMU) studieren. Er wurde abgelehnt und studierte stattdessen Physik und Mathematik an der Karls-Universität Prag. Nach seinem Abschluss unterrichtete er einige Jahre sowohl an der Universität als auch an der Schule. Parallel arbeitete er als freier Journalist und gründete später mit Jiří Šebánek und Zdeněk Svěrák das Divadlo Járy Cimrmana. Ab Ende der 1960er Jahre spielte er vermehrt beim Theater und Film mit. Mit der Komödie Horoskop aus dem Computer debütierte er als Drehbuchautor und mit der Fernsehkomödie Dveře als Regisseur.
Am 6. Juni 2010 verstarb Smoljak im Alter von 78 Jahren im Krankenhaus von Kladno.

## Filmografie (Auswahl)
Schauspiel
- 1971: Mein Herr, Sie sind eine Witwe (Pane, vy jste vdova!)
- 1974: Horoskop aus dem Computer (Jáchyme, hoď ho do stroje!)
- 1976: Häuschen im Grünen gesucht (Na samotě u lesa)
- 1976: Marek, reich mir die Feder! (Marečku, podejte mi pero!)
- 1979: Aktion Kugelblitz (Kulový blesk)
- 1981: Lauf, Ober, lauf! (Vrchní, prchni!)
- 1982: Die Puppe, Freund des Menschen (Loutka, přítel člověka)
- 1985: Liebling, Lump und Lockenmörder (Rozpuštěný a vypuštěný)
- 1993: Wettstreit im Schloß (Nesmrtelná teta)
- 1996: Kolya (Kolja)
- 2007: Leergut (Vratné lahve)

Regie & Drehbuch
- 1974: Horoskop aus dem Computer (Jáchyme, hoď ho do stroje!)
- 1976: Die Tür (Dveře)
- 1976: Häuschen im Grünen gesucht (Na samotě u lesa)
- 1976: Marek, reich mir die Feder! (Marečku, podejte mi pero!)
- 1979: Aktion Kugelblitz (Kulový blesk)
- 1981: Lauf, Ober, lauf! (Vrchní, prchni!)
- 1985: Liebling, Lump und Lockenmörder (Rozpuštěný a vypuštěný)